# Sisevac
Sisevac (izvirno srbsko Сисевац) je naselje v Srbiji, ki upravno spada pod Občino Paraćin; slednja pa je del Pomoravskega upravnega okraja.

## Demografija
V naselju živi 16 polnoletnih prebivalcev, pri čemer je njihova povprečna starost 57,6 let (47,5 pri moških in 64,0 pri ženskah). Naselje ima 10 gospodinjstev, pri čemer je povprečno število članov na gospodinjstvo 1,80.
To naselje je, glede na rezultate popisa iz leta 2002, večinoma srbsko, a v času zadnjih treh popisov je opazno zmanjšanje števila prebivalcev.
|  |

| Demografija | Demografija     | Demografija     |
| Leto        | Št. prebivalcev | Št. prebivalcev |
| ----------- | --------------- | --------------- |
|             |                 |                 |
|             |                 |                 |
|             |                 |                 |
|             |                 |                 |
| 1948        | 294             |                 |
| 1953        | 406             |                 |
| 1961        | 381             |                 |
| 1971        | 38              |                 |
| 1981        | 39              |                 |
| 1991        | 22              | 22              |
| 2002        | 22              | 18              |
|             |                 |                 |

| Etnična sestava po popisu iz leta 2002 | Etnična sestava po popisu iz leta 2002 | Etnična sestava po popisu iz leta 2002 | Etnična sestava po popisu iz leta 2002 | Etnična sestava po popisu iz leta 2002 |
| -------------------------------------- | -------------------------------------- | -------------------------------------- | -------------------------------------- | -------------------------------------- |
| Srbi                                   | Srbi                                   |                                        | 17                                     | 94,44%                                 |
| Madžari                                | Madžari                                |                                        | 1                                      | 5,55%                                  |
| Neznano                                | Neznano                                |                                        | 0                                      | 0,0%                                   |